# Hugh Martin
Hugh Martin (Birmingham, Alabama, 11 de agosto de 1914-11 de marzo de 2011) fue un compositor de canciones para películas y teatro estadounidense. Se hizo popular en 1944 gracias a componer las canciones para la película musical Cita en San Luis, en la que Judy Garland cantó tres de ellas: The Boy Next Door, The Trolley Song y Have Yourself a Merry Little Christmas. La última de estas se ha convertido en una canción clásica durante las navidades en Estados Unidos y en todo el mundo anglosajón. Martin llegó a ser muy buen amigo de Garland y fue su acompañante durante muchos de sus conciertos en vivo, incluyendo los del Palace Theatre de Nueva York.

## Premios y distinciones
Premios Óscar
| Año  | Categoría              | Canción                | Película         | Resultado |
| ---- | ---------------------- | ---------------------- | ---------------- | --------- |
| 1945 | Mejor canción original | «The Trolley Song»     | Cita en San Luis | Nominado  |
| 1948 | Mejor canción original | «Pass That Peace Pipe» | Good News        | Nominado  |